# Râul Lung, Turbați
Râul Lung este un curs de apă, afluent al râului Turbați. 

## Hărți
- Harta Munților Parâng [nefuncțională – arhivă]